# Адиты
Ади́ты, ад (араб. عاد‎) в Коране и мусульманском предании: один из древних погибших «народов» Аравии; «племя великанов». Местом проживания адитов Коран называет аль-Ахкаф, который по мнению комментаторов располагался в пустыне Восточного Хадрамаута в Йемене.

## Адиты в исламских источниках
Адиты упоминаются в Коране в качестве примера того, как Аллах уничтожил возгордившихся и отказавшихся внять увещеваниям людей. Адиты долгое время жили в благоденствии, проявили высокомерие и не последовали за пророком Худом, призывавшим их к единобожию. В наказание за это на адитов была наслана засуха, а затем и ураган. Ураган, который бушевал семь ночей и восемь дней, уничтожил адитов.
Согласно исламскому преданию адиты были людьми большого роста и жили в городах под властью царей. После начавшейся засухи адиты направились в Мекку, просить у Аллаха дождя. Когда им были предложена на выбор одна из трёх туч, они выбрали самую тёмную, принёсшую с собой ураган (рих сарсар). От урагана, посланного на адитов, спаслись только пророк Худ и несколько праведников.
Адитами названы мудрец Лукман и строитель Ирама, могущественный царь Шаддад ибн Ад. Адиты жили в местности, которая называется аль-Ахкаф. Оно может быть локализовано в разных местах Аравии, но толкователи Корана традиционно помещают его в пустыни, прилегающие к Хадрамауту.
Доисламские поэты упоминали адитов в качестве примера гордыни, погубленной судьбой. Прилагательное «адитский» имело значение «древний», «очень древний». В настоящее время многие древние развалины называют в Аравии «адият».

## Раскопки в Убаре
В начале 1990-х годов ряд всемирно известных газет под заголовками «Великолепный арабский город найден», «Мифический арабский город найден», «Атлантида песков — Убар», сообщили об очень важном археологическом открытии. Самое интересное было то, что название этого города упоминается в Коране. Многие люди, считавшие упомянутых в Коране адитов каким-то мифом или же полагавшие, что их никогда не удастся найти, не смогли скрыть удивления, вызванного такой находкой. Открытие древнего города, о котором можно было услышать  в устных рассказах бедуинов, возбудило огромный интерес. Обнаружил этот упомянутый в Коране город археолог — любитель Николос Клэпп.
Среди найденных в ходе раскопок сооружений были высокие колонны, на которые обращено внимание в Коране. В Южной Аравии, в районах, где проживали адиты, были найдены важные ключи к разгадке этого вопроса. «Ахкаф» в переводе с арабского означает «песчаные дюны» (пески, дюны) и является множественным числом слова «хикф». Раскопки, проведённые в Убаре, подтвердили факт захоронения древнего города под 12-метровым слоем песка, в результате бури.

 Неужели ты не видел, как Господь твой поступил с адитами — ۝ народом Ирама, обладавшим колоннами (воздвигавшим высокие здания с колоннами или обладавшим могучим сложением и огромной силой), ۝ подобных которому не было сотворено в городах?

Оригинальный текст (ар.)أَلَمْ تَرَ كَيْفَ فَعَلَ رَبُّكَ بِعَادٍ إِرَمَ ذَاتِ الْعِمَادِ الَّتِي لَمْ يُخْلَقْ مِثْلُهَا فِي الْبِلَادِ—  89:6—8 (Кулиев)

## Правители адитов
- Ад ибн Уус ибн Арем ибн Сам ибн Нух (?)
- неизвестные
- Ад ибн Кинад (ок. X века до н. э.) (?)
- неизвестные
- Аль-Дан ибн Ад (?)
- Аль-Хульян ибн Аль-Дан ибн Ад (ок IV или III века до н. э.) (?)
- неизвестные
- Ад ибн Амлак (?)
- Шедид ибн Ад (IV, V, или VI век н. э.) (?) совместно с
- Шаддад ибн Ад (IV, V, или VI век н. э.) (?)
- где-то между 300 и 600 годами н. э. столица адитов Убар видимо была полностью, или её значительная часть, разрушена в ходе природного катаклизма. После этого племенное государство адитов пришло в упадок, поскольку испытывало постоянное политическое давление от быстро растущего государства Хадрамаут, а ориентировочно после 230 года н. э. и от царства Химьяр.

## Адиты в Коране
- Блага оказанные адитам: 7:69, 26:133, 134, 89:7, 8;
- Высокомерие адитов: 41:15, 26:128, 129;
- Пророчества Худа: 7:65—72, 11:50—57, 23:32, 26:124—135, 46:21—23;
- Преследование Худа: 7:66, 67, 11:53—55, 14:9, 26:136, 137, 38:12, 46:21, 50:13, 54:18;
- Уничтожение адитов: 7:72, 11:58, 11:89, 23:41, 25:38, 26:139, 29:38—40, 40:31, 41:13—16, 46:24, 25, 51:41, 42, 53:50, 54:19, 20, 69:6—8, 89:6.